# Trizay-Coutretot-Saint-Serge
Trizay-Coutretot-Saint-Serge is een gemeente in het Franse departement Eure-et-Loir (regio Centre-Val de Loire) en telt 460 inwoners (2004). De plaats maakt deel uit van het arrondissement Nogent-le-Rotrou.

## Geografie
De oppervlakte van Trizay-Coutretot-Saint-Serge bedraagt 11,2 km², de bevolkingsdichtheid is 41,1 inwoners per km².

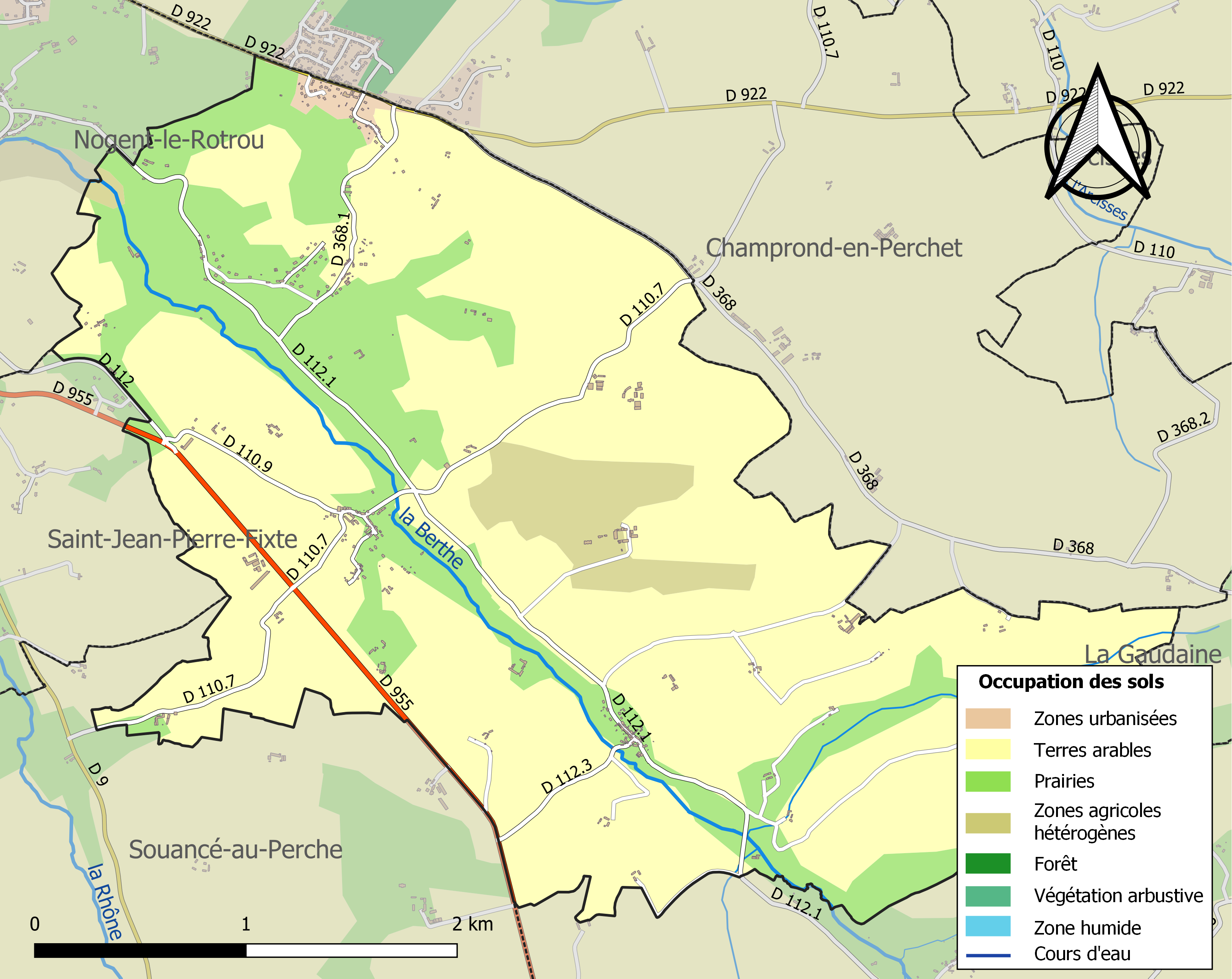
Kaart van de gemeente met de belangrijkste infrastructuur, bodemgebruik en omliggende gemeenten

## Demografie
Onderstaande figuur toont het verloop van het inwonertal (bron: INSEE-tellingen).